# ビール暗号

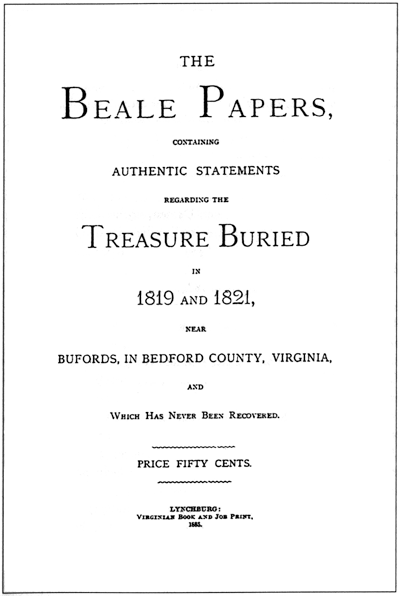
The Beale Papersの表紙

ビール暗号 (Beale cipher) は、アメリカで1822年頃に書かれたとされる真偽不明の暗号文であり、1885年に発行された小冊子によって世間に知られるようになった。3枚の紙からなり、各々には、財宝の所在地、財宝の内容、受け取り人が書かれているとされる。3枚の暗号文のうち財宝の内容を記した2枚目だけが解読されており、残りは未解読である。

## 概略
1885年に発行された小冊子「ビール文書」(The Beale Papers) によって世間に知られるようになった暗号である。
トーマス・ジェファーソン・ビールという人物が1820年にヴァージニア州ベッドフォード郡の秘密の場所に財宝を埋めたとされており、これは2011年現在の価値に換算すると6500万アメリカドル相当の財宝であると見積もられている。3枚1組で隠し場所などを示した暗号文が入った箱が地元のホテルの主人ロバート・モリスに預けられ、作成者のビールはその後二度と姿を見せることは無かったという。
モリスは暗号解読を試みたが叶わず、死の直前にこの暗号文を友人に託した。友人は20年かけて3枚の暗号文の解読を試みたが、2枚目しか解読できず、財宝の内容と埋められた大まかな位置しかわからなかった。そこで彼は1885年に3つの暗号文と経緯を記した小冊子を発行。小冊子の大部分は火災によって消失する不運に見舞われたが、残った部数が世間に大きな反響を巻き起こした。
暗号の公表以来多くの者が解読を試みたが、小冊子出版の時点で解読済みだった2枚目の暗号文以外は未だに解読されていない。故に暗号の真偽やビールという人物の実在性も疑われている。

## ビール暗号の歴史
1885年の小冊子には、ビール暗号に纏わる以下のような経緯が紹介されている。

### モリスとビールの出会い
1820年1月、ヴァージニア州リンチバーグのワシントン・ホテルに、トーマス・J・ビールと名乗る男が現れて宿泊の手続きを取った。ホテルのオーナーであったロバート・モリス（Robert Morriss）は、当時のビールの様子を「黒く日焼けした肌を持つ、極めて優れた容貌の美男子」「誰からも好かれたが、特に女性に人気があった」と評している。ビールは冬が終わるまでの間をホテルで過ごし、3月末にホテルを立ち去った。
1822年1月、ビールは再びワシントン・ホテルに姿を見せた。前回同様に冬が終わるまでの間をリンチバーグで過ごし、春になると去っていったが、この時ビールは「重要な文書が収められている」という鉄の箱をモリスに託した。モリスはこれを金庫に保管したが、後日ビールから箱について説明する手紙が届いた。手紙には以下のように述べられていた。
- 箱にはビールとその仲間の財産に関する重要書類が収められている
- 仲間が一人も戻らない場合、この手紙の日付から10年間は箱を保管してもらいたい。その10年の間にビールないしビールに委任された人物が箱の返却を求めない場合、錠前を破壊して箱を開けてもらいたい
- 箱の中にはモリス宛の手紙と暗号化された文書が入っているが、文書は手がかりになるものがなければ解読できない。その手がかりはビールが友人に預けてあり、1832年6月以降に送られてくるはずである

### 暗号文書の発見
モリスはビールの依頼通りに箱を10年間保管したが、ビールやその仲間が現れることはなく、1832年6月以降に届くはずの手がかりも送られてこなかった。1845年になってモリスは箱を開封し、3枚の暗号化された文書と、1枚のモリス宛の手紙を取り出した。
モリス宛の手紙によれば、1818年3月、サンタフェ（当時はメキシコ領）の街から北に向かってバッファロー狩りを行っていたビール一行は、サンタフェの北250ないし300マイルほどにある渓谷に野営をした際、地面に埋もれていた金を発見した。ビール達は直ちに採掘を行い、18ヵ月の間掘り続けて、大量の金と周囲からさらに発見した銀を得た。そしてビール達はリンチバーグにやってきて財宝を隠した。最初にモリスとビールが知り合ったのはこの時である。その後ビールは仲間と合流して再び採掘を続け、不測の事態に備えて、信用できる人物に財宝の分け前を定めた文書を預かってもらうこととした。その人物としてビールに選ばれたのがモリスであった。3枚の暗号文書には、それぞれ財宝の隠し場所、財宝の内容、財宝の分け前を受け取るべき人物のリストが書かれているとのことであった。
これを読んだモリスは、財宝を探し出してそれを本来受け取るべき人々に渡そうと考え、暗号文の解読に着手した。しかし「1832年6月以降に届く」はずの解読の手がかりとなるものが結局送られてこなかったため、17年を費やしても暗号を解読することができなかった。
1862年、84歳になったモリスは、暗号解読の望みを将来に繋げるため、一人の友人に事情を打ち明けた。この友人が1885年に小冊子を発行することになる人物である。この人物は小冊子発行時、社会に与える影響が大きいことや問い合わせに忙殺されることを嫌って名前を伏せたため氏名不詳である。以下この人物をサイモン・シン著『暗号解読』に倣って「筆者」とする。

### 2枚目の暗号文の解読
小冊子の「筆者」は、暗号文に示されたそれぞれの数字が、アルファベットのいずれかの文字を表しているのではないかと考え、何らかの文書や書籍を鍵とした書籍暗号が使われているのではないかと考えた。そこで手当たり次第に書籍を使って解読を試みた結果、アメリカ独立宣言が2枚目の暗号文の鍵になっていることを突き止め、内容の解読に成功した（内容は後述）。
2枚目の暗号文に記された莫大な財宝の価値に勇気づけられた「筆者」は、残る1枚目と3枚目の暗号文の解読、特に財宝の隠し場所を示した1枚目の暗号文の解読に力を注いだが、解読には成功しなかった。しかも暗号解読に没頭した結果、「筆者」は仕事が手に付かず経済的に困窮し、家族を苦しめる結果となった。このような状況を招いたことを悔やんだ「筆者」は、モリスに対する責任を降ろすことを選び、最善の方法は全てを世間に公表することだと考え、小冊子を発行した。上記の理由により発行にあたって自分の名前が出ないようにするため、地元リンチバーグの名士であるジェイムズ・B・ウォード（James B. Ward）に代理人兼発行人となってもらうこととした。
「筆者」は小冊子の中で、暗号解読を試みようとする者に対して、自らの経験をもとに「主業の余暇として解読に挑戦すべきで、余暇がないなら手を出すべきではない」「夢かもしれないことのために、自分と家族を犠牲にしてはならない」と警告している。

### 小冊子発行後
小冊子の出版後、「筆者」の予想通りに大きな反響があった。ビール暗号の話を聞きつけた多くの人々がリンチバーグに集まり、宝探しを始めた。こうした人々の中には、兄弟で宝探しに取り組んだハート兄弟や、1923年に宝探しを始め、諦めたのが1970年代末というハイラム・ハーバート・ジュニアのような、数十年に亘って宝探しを続ける熱狂的なファンも生まれた。
実績あるプロのトレジャーハンターも財宝の発掘に挑戦した。フロリダ州沖で沈没したスペインのガレオン船ヌエストラ・セニョーラ・デ・アトーチャ号から1985年に4千万ドル相当の財宝をサルベージしたことで知られるメル・フィッシャーは、偽名で土地を購入した上で発掘を試み、失敗している。解読済の2枚目の暗号文に記された地名の近郊にあるベッドフォードの町では、宝探しの需要に応えるため、発掘用の道具のレンタルショップが軒を連ねている。
国務省情報部MI-8「ブラック・チェンバー」の設立者ハーバート・オズボーン・ヤードリーや、日本のパープル暗号を解読したことで知られるウィリアム・F・フリードマンなど、プロ・アマ問わず、多くの暗号解読者たちがビール暗号の解読を試みた。1960年には、ビール暗号への人々の関心を喚起するために「ビールの暗号と財産協会」が設立された。この協会のメンバーでコンピュータによる暗号解読の第一人者でもあるカール・ハマーは、「アメリカ最高の暗号解読者の少なくとも1割がビール暗号の解読を試み、彼らの努力はコンピュータ科学の改良と洗練に役立った」と述べている。
こうした多くの人々の長年の努力にもかかわらず、1枚目と3枚目の暗号文は解読されておらず、財宝も見つかっていない。

## ビール暗号の全文
- 1枚目(未解読)
- 2枚目(解読済)
- 3枚目(未解読)

### 2枚目の文面
復号した原文（英語）
日本語訳(『暗号解読』より引用)
この2枚目の暗号文は、『アメリカ独立宣言書』を用いて復号することができる。暗号文の数に対応する単語をアメリカ独立宣言書で見つけ、単語の最初のアルファベットを抜き出す。2枚目の暗号文に記された数列の最初の数は115であり、アメリカ独立宣言書の冒頭から115番目の単語は「instituted」である。よって、復号した文の最初の文字は「I（私）」となる。
ここで注意すべきなのは、ビール暗号で用いられている書籍暗号は、一般的な書籍暗号とは僅かに手法が異なる点である。
ビールが2番目の文書を暗号化する際に用いた『アメリカ独立宣言書』は、独立宣言書の正確な原文とは少し異なるものだったことが判明している。2番目の暗号文を正しく復号するためには、以下の5つの違いを考慮しなければならない。
- 独立宣言書の原文における最初から154番目の単語（institute）と157番目の単語（laying）の間に、単語を1つ加える必要がある（恐らく "a" ）
- 独立宣言書の240番目（invariably）と246番目（design）の間の単語を1つ取り除く
- 467番目（houses）と495番目（be）の間の単語を10個取り除く
- 630番目（eat）と654番目（to）の間の単語を1つ取り除く
- 677番目（foreign）と819（valuable）番目の間の単語を1つ取り除く

さらに
- 独立宣言書の原文における811番目の単語はfundamentallyで、復号ルールに従うと"f"となるはずだが、ビールの2番目の文書では"y"として用いている
- 1005番目の単語はhaveで、ルールに従うと"h"となるが、ビールはこれを"x"として用いている

最終的に解読文には（おそらく暗号文の原文からの誤った転写によって）以下の4つの誤りがある。
- 84 63 43 131 29 ･･･consistcd（正：consisted、84→85）
- 53 20 125 371 38 ･･･rhousand (正：thousand、53→54)
- ･･･ 84 575 1005 150 200 ･･･thc (正：the、84→85)
- ･･･ 96 405 41 600 136 ･･･varlt (正：vault、96→95)

### 財宝の量
2枚目の暗号文で記された財宝は、35052トロイオンスの金（2011年9月で約6300万米ドル相当）、61200トロイオンスの銀（2011年9月で約100万米ドル相当）、1818年に1万3000米ドル相当（2011年9月で約18万米ドル相当）の宝石である。財宝の重さは約3トンあると推定される。

## 真偽
長年にわたる解読への努力にもかかわらず、何の成果も挙がっていないことから、そもそもこの話は捏造なのではないかとする説がある。一方で、歴史的な調査からこの話は真実だとする説もあり、また話は真実だが既に暗号は解読され財宝は持ち去られたと考える者もいる。真偽は定かではない。
暗号文改竄説
小冊子の「筆者」が、暗号解読の手がかりを得るために、敢えて暗号文を改竄して公開したのではないかとする説。正しい内容の暗号文を公開した場合、ビールから暗号解読の手がかりを託された「友人」がそれに気付いて暗号を解読してしまえば、「筆者」には何の得にもならない。しかし暗号文が改竄されていれば、「友人」は正しい手がかりを用いても解読することができず、「筆者」に連絡を取って助けてもらうしかないので、「筆者」は見返りに財宝の分け前を要求することができる。
捏造説
小冊子の「筆者」が、欲に目のくらんだ人々から金を巻き上げるために、エドガー・アラン・ポーの『黄金虫』をまねた話を捏造したのではないかとする説。その証拠の一つとして、1822年に書かれたとされるビールの手紙に、1834年以前の印刷物では使用例の見当たらない"stampede"(逃げ出す)や1820年代には一般に使われていなかった"improvise"(即興で作る)という新しい単語が使われていることが挙げられる。ただしこの単語がビールのいたアメリカ西部では1822年以前から使われていたかも知れず、ビールがそれを覚えていたということもあり得る。
暗号解読者のルイス・クルー（Louis Kruh）は、小冊子の「筆者」の文章と、ビールの書いたとされる手紙の文章、および無関係な19世紀のヴァージニア州住民の書いた文章を比較分析した。3つの文章のうち「筆者」のものとビールのものとが互いによく似ていることから、ビールの手紙は「筆者」が書いたものであるとクルーは主張している。
暗号本物説
1枚目の暗号文を、2枚目の暗号文と同じくアメリカ独立宣言を使って復号すると、意味のある英文とはならないものの、「abfdefghiijklmmnohpp」というアルファベットのような文字列が生成される。アメリカ暗号協会のジェイムズ・ジログリーは、このような文字列が偶然に生成される確率は1億分の1のさらに100万分の1程度であると評し、（内容はともかく）何らかの原理に従って作成されたものではないかと述べた。
財宝発見済説
財宝が全く発見されないことから、アメリカ国家安全保障局(NSA)のような豊富な人材と技術を持った組織が既に暗号を解読し、財宝を持ち去ったのではないかとする陰謀論も持ち上がっている。

### トマス・ビールは実在したか
ビールなる男が実在したかを調査した歴史家ピーター・ヴィーマイスターは、著書の中で、1790年代の国勢調査等を資料に調査した結果、ビールの出身地とされているヴァージニア州に、トマス・ビールという名前の人物が数名いることを確認したと主張している。また、彼は小冊子の内容についても調査を行い、1820年のミズーリ州セントルイスの宿に、Thomas Beall（小冊子の綴りではBeale）という人物が宿泊していたことを確認したという。このことは、1820年にビールがリンチバーグから西部に向かっていたことや、セントルイスからビールがモリスに対して手紙を送ったという小冊子の内容と一致する。

## 解読の可能性
現在も解読されていない1枚目と3枚目の暗号文については、そもそも書籍暗号が使われているかどうかも分かっていない。もし書籍暗号が使われていたとしても、未出版の私的な文書（たとえばビール自身のつけていた日記など）が鍵に用いられている場合、その未出版文書を持っている人物でなければ暗号文を解読できない。ビールが「友人」に託した「手がかり」とは、このような未出版の文書であった可能性もある。こうした場合、「友人」が鍵となる未出版文書を紛失してしまうと、暗号文の解読はできなくなる。